# Ferraroa hyalina
Ferraroa hyalina — вид лишайників, що належить до монотипового роду Ferraroa з родини Gomphillaceae.

## Поширення та середовище існування
Знайдений на листках Inga oerstediana в Коста-Риці.